# کولیر کودمور
کولیر کودمور (انگلیسی: Collier Cudmore; ۱۳ ژوئن ۱۸۸۵ – ۱۶ مهٔ ۱۹۷۱) قایقران روئینگ، و وکیل اهل استرالیا بود.